# Bargi (Camugnano)
Bargi è una frazione montana di 44 abitanti, nel comune di Camugnano, nella città metropolitana di Bologna. 
La frazione è situata nell'Appennino tosco-emiliano, ad un'altitudine di 674 metri sul livello del mare. 
Tra le frazioni del comune di Camugnano è la penultima per popolazione.

## Origini del nome
Il nome Bargi deriva probabilmente dalla famiglia Bargius, che in età romana abitava questa zona.

## Storia

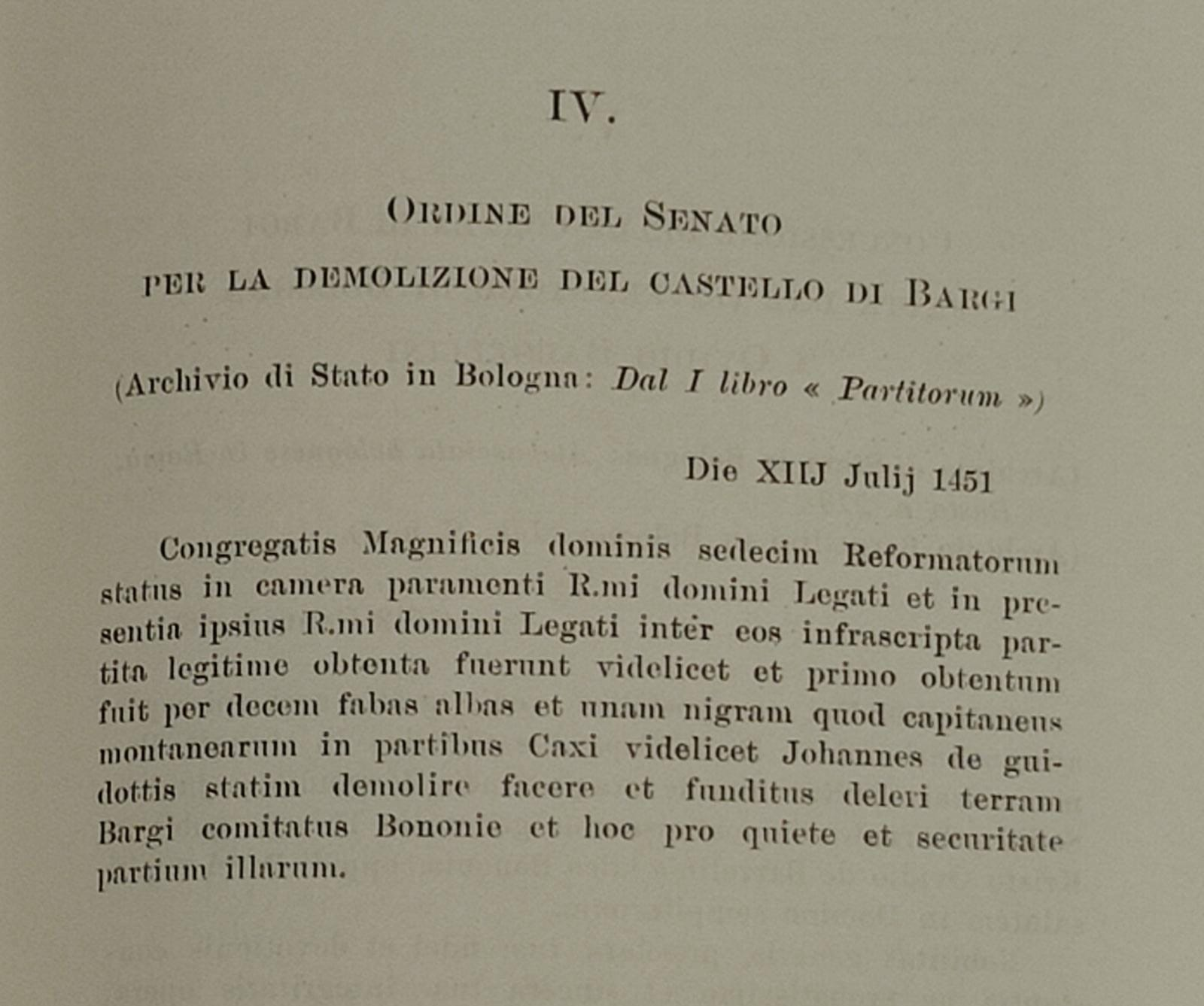
Ordine del Senato di distruzione del castello di Bargi

I primi insediamenti umani di questa zona risalgono all'età del bronzo, non si hanno informazioni specifiche su Bargi, ma possiamo dire che la zona fu abitata sino allora, in quanto, nelle zone vicine di Baigno e Camugnano sono state trovate accette, asce e statuette votive datate proprio in questa età. Anche nell'età relativa agli Etruschi non si hanno informazioni specifiche su Bargi, ma nella vicina località di Carpineta sono stati trovati cocci ed una testa bronzea di torello.
Tra il VI e l'VIII secolo nel territorio di Bargi passava il confine tra la Tuscia e l'Esarcato di Ravenna. Nel X secolo con l'instauramento del regime feudale, Bargi viene inizialmente controllata dai Conti Alberti di Prato, ma poco dopo divenne un territorio di una guerra costante tra gli Stagnesi, appoggiati dai pistoiesi, e il governo bolognese. Nella metà del XIII secolo fu firmato un patto di pace tra i pistoiesi e i bolognesi, ma nel 1306 il castello di Stagno fu conquistato dai Conti di Panico. Il loro dominio durò poco e il possesso del castello, così come quello delle zone circostanti passò nelle mani dei bolognesi. Nel 1451 il castello di Bargi venne distrutto da Baldazzo d'Anghieri, alleato del papa contro Bologna. Nel 1502 Leone X nominò i Bargellini conti di Bargi, Badi e Stagno, dopo il controllo dei Bargellini, Bargi divenne comune. Nel 1789, sotto le leggi del nuovo stato, Bargi fu sottoposto al comune di Casio ed infine al comune di Camugnano.

## Monumenti e luoghi d'interesse

### Palazzo Comelli
Il complesso di Palazzo Comelli è situato nel borgo storico di Casa Melati, a capo delle lunghe scalinate e con vista sul Lago di Suviana, è inoltre parte del parco regionale dei laghi di Suviana e Brasimone.
L'edificio è stato costruito in epoca medievale nello stile dei maestri comacini ed è stato successivamente trasformato in palazzo dalla famiglia di notai Comelli.
I Comelli vi abitarono fino alla fine del '900, e Gianbattista Comelli fu l'ultimo che vi abitò stabilmente.
Dal 2004 il palazzo è di proprietà del comune ed è stato oggetto di un progetto di restyling nel 2005. Fa ora parte dell'Ecomuseo di Camugnano e dal 2014 è stato riaperto al pubblico. 
Il complesso è circondato da varie stalle e fienili e dalla Casa del Colono. 
All'interno del palazzo si può inoltre consultare l'archivio storico notarile della famiglia Comelli, ed oltre al vasto archivio, un'altra peculiarità del palazzo è la presenza completa di tutti gli arredi nobili che erano in possesso della famiglia Comelli. 
Sulla strada per il palazzo è inoltre presente l'oratorio di Santa Maria in Porcole, antico oratorio che fu per molto tempo tappa dei pellegrini che si incamminavano verso Firenze e Roma.

### Chiesa di San Giacomo
La chiesa di San Giacomo è una grande chiesa posta in cima a un colle in stile prima romanico e poi barocco.
La storia della chiesa di San Giacomo inizia nel 1177, quando, un grande pezzo di terreno, insieme ad un casamento, fu donato alla canonica di Pistoia, il pezzo di terreno era situato in mezzo tra il castello di Bargi e la casa di Teuzio.
Venne allora costruita la chiesa, e, nel 1293 fu dotata del campanile. Nel 1315 fu scritto un documento dove la chiesa veniva descritta come gravemente danneggiata a causa della guerra tra il comune di Bologna e gli Stagnesi, dove si pensa morirono 18 abitanti di Bargi. Nel 1379 la chiesa venne poi dotata di battistero. Nel XVI secolo la chiesa venne descritta come la più ricca e importante della zona, e, negli anni 1549 e 1573 venne ampliata. Nel 1573 la chiesa dopo anni venne considerata 'ben tenuta'. 
La chiesa continuò ad evolversi negli anni fino a quando nel 1780 avvenne un cambiamento radicale, la vecchia chiesa venne infatti abbattuta e ne fu costruita un'altra in stile barocco, consacrata poi il 12 agosto 1792. Da allora non ci furono grandi cambiamenti, oltre al restauro del grande organo nel 2010.
La chiesa possiede alcuni interessanti dipinti: una Madonna col Bambino e Santi tardo coinquecentesca, attribuita sia ad Orazio Samacchini che a Bartolomeo Passerotti, in deposito presso l'Arcivescovado di Bologna e una Madonna del Rosario e San Rocco di Alessandro Tiarini, probabilmente degli anni trenta del Seicento, purtroppo deturpata dai furti.

### Torre degli Acquafresca
La Torre degli Acquafresca, nota anche come Torretta di Bargi, è una torretta di avvistamento del XVII secolo che oggi ospita il Museo della Terra e del Sole. È caratterizzata da una meridiana a ore italiche attribuita a Francesco Comelli.

## Galleria d'immagini

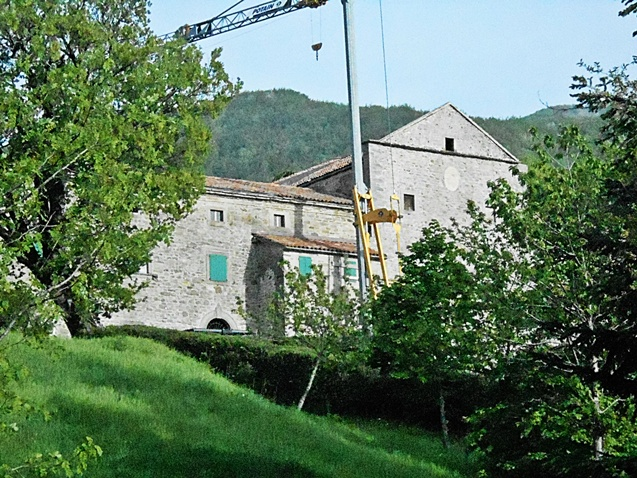
Palazzo Comelli
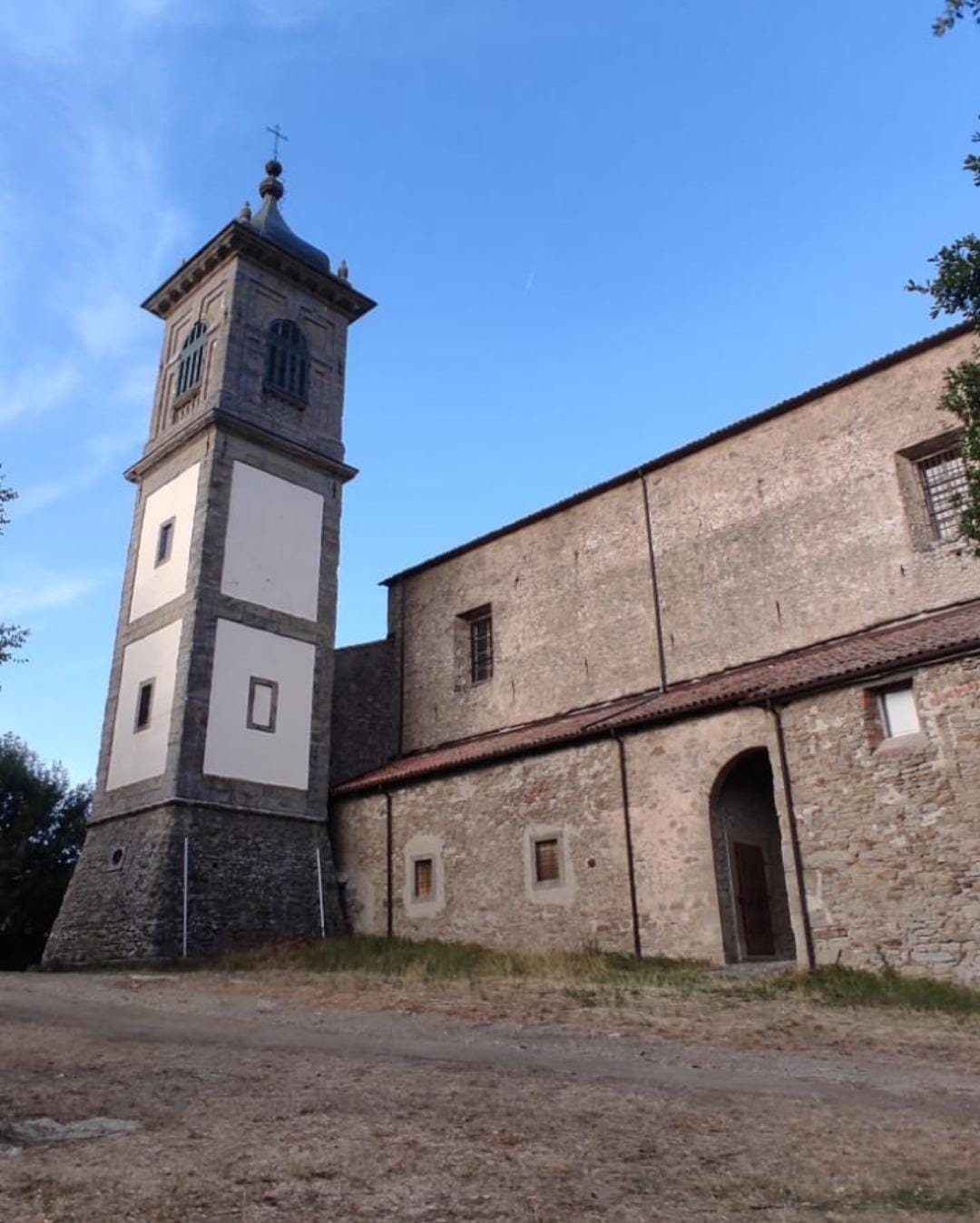
Il campanile della chiesa di San Giacomo
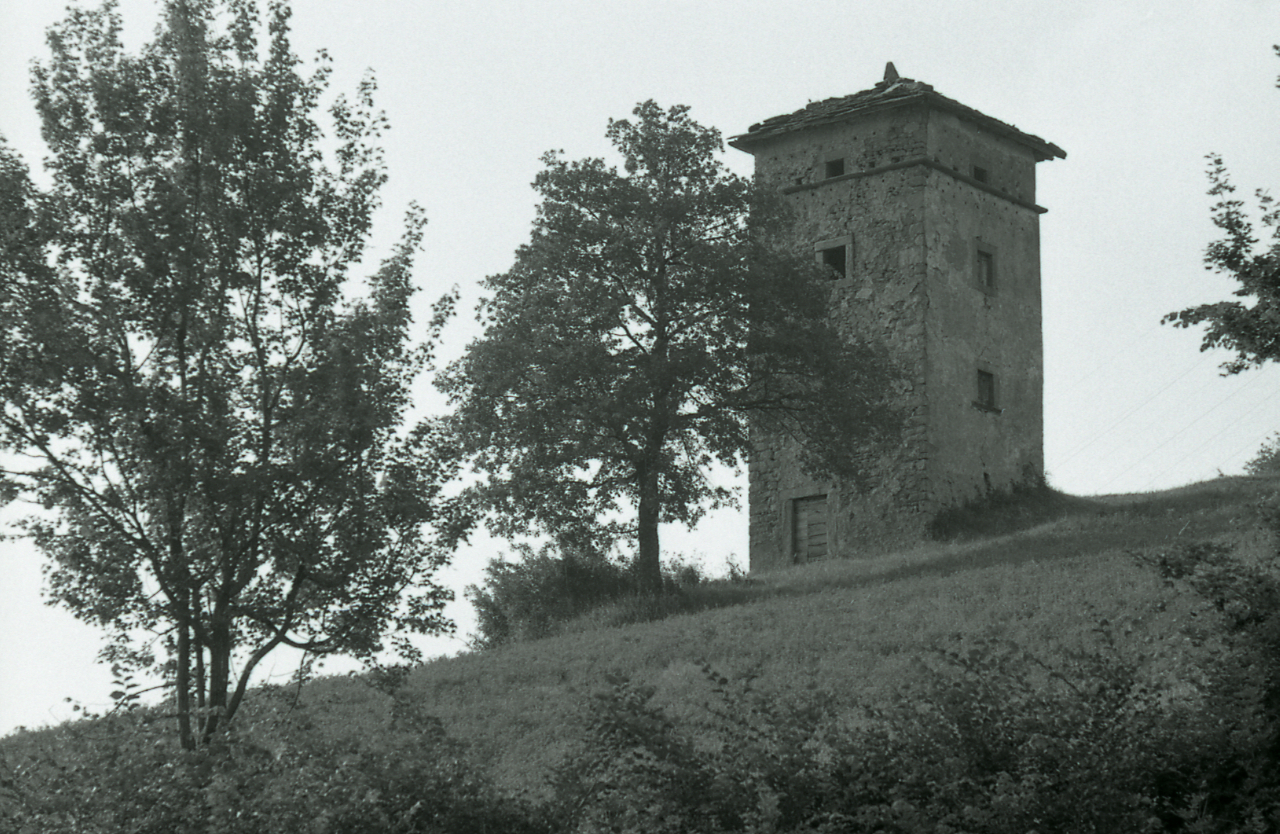
La Torre degli Acquafresca nel 1969